# Quévert
Quévert település Franciaországban, Côtes-d’Armor megyében. Lakosainak száma 3963 fő (2022. január 1.). Quévert Taden, Aucaleuc, Corseul, Dinan és Trélivan községekkel határos.

## Népesség
A település népességének változása:
| Lakosok száma | 1542 | 2924 | 3007 | 3360 | 3751 | 3727 | 3749 | 3976 | 3970 | 3963 |
|               | 1968 | 1982 | 1990 | 2006 | 2013 | 2015 | 2017 | 2019 | 2020 | 2022 |